# Silvia Labayrú
Silvia Labayrú est une survivante de la dictature militaire en Argentine. En 2014, elle est l'une des trois femmes à intenter un procès pour les crimes de violence sexuelle commis à l'École de mécanique de la marine à cette époque — procès qu'elles remportent en 2021. En 2024, son histoire parait dans un livre écrit par la journaliste Leila Guerriero, lequel devient rapidement un best-seller en Espagne.

## Biographie

### Jeunesse
Silvia Labayrú nait dans une famille de militaires. Elle étudie au Colegio Nacional de Buenos Aires.

### Détention et torture sous la dictature militaire
Membre, ainsi que son compagnon d'alors, des Montoneros, Silvia Labayrú est kidnappée en décembre 1976 par les militaires de la junte au pouvoir depuis le coup d'État du 24 mars 1976. Alors enceinte de cinq mois, elle est enfermée à l'École de mécanique de la marine (ESMA) où elle donne naissance à sa fille Vera. Si son enfant lui est retirée à ce moment-là, elle lui est cependant rendue plus tard et confiée à ses grands-parents. Durant sa détention, Silvia Labayrú subit par ailleurs de nombreuses tortures, parmi lesquels des viols.
En 1977, Silvia Labayrú et d'autres prisonniers de l'ESMA sont contraints de s'infiltrer aux côtés d'Alfredo Astiz, un militaire, dans les réunions qui ont lieu dans l'église Santa Cruz et qui rassemblent des familles de victimes de la dictature militaire. À l'issue de cette opération, entre le 8 et le 10 décembre 1977, des soldats de la marine argentine arrêtent et enlèvent ou tuent plusieurs participants à ces réunions, dont la religieuse française Léonie Duquet.

### Exil en Espagne
En juin 1978, Silvia Labayrú est libérée et exilée à Madrid, en Espagne. Là, elle renoue avec certains de ses anciens camarades de lutte, dont plusieurs qui la soupçonnent de les avoir trahis.
Dès 1979, Silvia Labayrú témoigne des violations des droits humains perpétrées au sein de l'ESMA, auprès notamment du Haut Commissariat des Nations unies pour les réfugiés.

### Procès pour crimes de violence sexuelle à l'ESMA
Avec deux autres survivantes, Silvia Labayrú intente en 2014 le premier procès pour crimes de violence sexuelle à l'encontre des détenues de l'ESMA. 

### La llamada
En janvier 2024 parait en Espagne La llamada : un retrato, un livre de la journaliste Leila Guerriero qui connait un succès immédiat, au point d'être rapidement en rupture de stock et réédité à plusieurs reprises. Le livre sort en français, dans une traduction de Maïra Muchnik, à la rentrée littéraire 2025.